# ألونسو دي إسكوبار
ألونسو دي إسكوبار (بالإسبانية: Alonso de Escobar "el Regidor")‏ هو مستكشف باراغواياني، ولد في 1545 في أسونسيون في باراغواي، وتوفي في 1612 في بوينس آيرس في الأرجنتين.